# Ндука, Давид
Ифеани Давид Ндука (англ. Ifeani David Nduka (2 декабря 2003, Лагос, Нигерия) — нигерийский футболист, полузащитник клуба «Краснодар», на правах аренды выступающий за саратовский «Сокол».

## Биография
Футболом начинал заниматься в нигерийской футбольной академии «Коллинз Эдвин». В 2019 году переехал в Россию, занимался в академии «Виста» из Геленджика, выступал на любительском уровне.
Ботев
В 2021 году заключил контракт с болгарским клубом «Ботев» (Пловдив), но не сыграл за него ни одного матча. 
аренда в Краснодар-2
22 февраля 2022 года ушёл в аренду в российский «Краснодар». 8 марта 2022 года дебютировал за «Краснодар-2» в матче ФНЛ против «Балтики» (0:3), вышел в стартовом составе, отыграл первый тайм. 
Краснодар
Перед сезоном 2022/23 заключил 4-летний контракт с «Краснодаром». Дебютировал за «Краснодар» в чемпионате России 13 мая 2023 года в матче против «Зенита» (2:2).
аренда в Арсенал (Тула)
С начала сезона 23/24 выступает за тульский «Арсенал» на правах аренды. Аренда была продлена до конца 2024 года. За тульский клуб провёл 30 игр не забив ни одного мяча. 
аренда в Сокол (Саратов)
21 января 2025 года на правах аренды переходит в саратовский «Сокол» до конца сезона 2024/25.